# 大村亨
大村 亨（おおむら とおる）は、日本の俳優、声優。東映テレビ・プロダクション事業部所属。埼玉県羽生市出身。
2014年3月3日、東北自動車道で運転中に携帯電話を使用し、反則金6000円を納付しなかった疑いで埼玉県警察に逮捕された。

## 出演

### テレビドラマ
- 西村京太郎トラベルミステリー 山手線五・八キロの証言
- 森村誠一の終着駅シリーズ 宿 - 伊豆、連鎖殺人の謎!天竜峡から来た女・真犯人も殺された…

### 特撮テレビドラマ
- 仮面ライダーシリーズ
  - 仮面ライダー剣（バットアンデッドの声、ディアーアンデッドの声、ゼブラアンデッドの声、ジャガーアンデッドの声、ライオンアンデッドの声、再生プラントアンデッドの声、再生シェルアンデッドの声、ダークローチの声）
  - 仮面ライダーディケイド（ディアーアンデッドの声）
- スーパー戦隊シリーズ
  - 恐竜戦隊ジュウレンジャー（ギャング 役）
  - 百獣戦隊ガオレンジャー（オルゲットの声、番人4 役）
  - 忍風戦隊ハリケンジャー（マゲラッパの声、忍狼獣ファングール・破の声、合身巨獣ファンゲロスの声）
  - 海賊戦隊ゴーカイジャー（サリーの声）
- 超光戦士シャンゼリオン（博士ヴィンスー）（スーツアクター）

### 映画
- 仮面ライダーシリーズ
  - 劇場版 仮面ライダー剣 MISSING ACE（ゼブラアンデッドの声、ディアーアンデッドの声、イーグルアンデッドの声、リザードアンデッドの声、その他のアンデッドの声、アルビローチの声[要出典]）
  - 劇場版 仮面ライダーディケイド オールライダー対大ショッカー（その他の仮面ライダーの声、その他の怪人の声[要出典]）
  - 仮面ライダー×仮面ライダー W&ディケイド MOVIE大戦2010（その他の仮面ライダーの声、その他の怪人の声[要出典]）
  - 仮面ライダー×仮面ライダー オーズ&ダブル feat.スカル MOVIE大戦CORE
  - オーズ・電王・オールライダー レッツゴー仮面ライダー（その他の仮面ライダーの声、その他の怪人の声[要出典]）
  - 劇場版 仮面ライダーオーズ WONDERFUL 将軍と21のコアメダル
  - 仮面ライダー×仮面ライダー フォーゼ&オーズ MOVIE大戦MEGA MAX
  - 仮面ライダー×仮面ライダー ウィザード&フォーゼ MOVIE大戦アルティメイタム（怪人の声）
  - 仮面ライダー 令和 ザ・ファースト・ジェネレーション
- スーパー戦隊シリーズ
  - 百獣戦隊ガオレンジャー 火の山、吼える（オルゲットの声）
  - 忍風戦隊ハリケンジャー シュシュッと THE MOVIE（下忍マゲラッパの声）
  - ゴーカイジャー ゴセイジャー スーパー戦隊199ヒーロー大決戦（レジェンド大戦スーツアクター）
  - 海賊戦隊ゴーカイジャーVS宇宙刑事ギャバン THE MOVIE（サリーの声）
  - 劇場版 動物戦隊ジュウオウジャーVSニンニンジャー 未来からのメッセージ from スーパー戦隊
  - 快盗戦隊ルパンレンジャーVS警察戦隊パトレンジャー en film
- スーパーヒーロー大戦シリーズ
  - 仮面ライダー×スーパー戦隊 スーパーヒーロー大戦（声の出演、スーツアクター）
  - 仮面ライダー×スーパー戦隊 超スーパーヒーロー大戦

### Vシネマ
- 仮面ライダーW RETURNS
  - 仮面ライダーアクセル
  - 仮面ライダーエターナル
- スーパー戦隊シリーズ
  - 百獣戦隊ガオレンジャーVSスーパー戦隊（オルゲットの声）
  - 忍風戦隊ハリケンジャーVSガオレンジャー（下忍マゲラッパの声、再生ギリギリガイ師の声）
- 仮面ライダー555 20th パラダイス・リゲインド

### Web配信ドラマ
- RIDER TIME 仮面ライダーディケイド VS ジオウ ディケイド館のデス・ゲーム

### ゲーム
- 宇宙刑事魂（サイダブラー、バファローダブラー、ミラクラー 他）
- 仮面ライダー剣（ディアーアンデッド、バットアンデッド、ゼブラアンデッド、ジャガーアンデッド）
- 仮面ライダーカブト（ゼクトルーパー）
- スーパー戦隊シリーズ
  - 百獣戦隊ガオレンジャー（オルゲット）
  - 忍風戦隊ハリケンジャー（マゲラッパ）

### その他
- 夜叉丸無頼帖 特別出演
- 仮面ライダー電王・ファイナルステージ（敵イマジンの声）